# Jektholmen
Ne doit pas être confondu avec Jektholmen (Lindås).
Jektholmen, est une île dans le landskap Sunnhordland du comté de Vestland. Elle appartient administrativement à Kvinnherad.

## Géographie
Rocheuse et couverte d'arbres, elle s'étend sur environ 136 m de longueur pour une largeur approximative de 109 m.